# Таблада, Хосе Хуан
Хосе Хуан Таблада (исп. José Juan Tablada; 1871—1945) — мексиканский поэт, журналист, искусствовед и дипломат. 
Один из наиболее ярких представителей мексиканского модернизма. Начинал как журналист. Сотрудничал с журналами «Ревиста асуль» и «Ревиста модерна». Большое внимание уделял восточному искусству. В 1900 году был послан в Японию для изучения японского искусства. В 1901 году возвратился в Мексику. Был депутатом конгресса, послом в Венесуэле, занимал различные государственные должности. В 1921 году композитор Эдгар Варез написал на стихи Хосе Хуана Таблады и Висенте Уидобро произведение «Жертвоприношения» (Offrandes) для сопрано и камерного оркестра.

## Сочинения
- Цветник 1899.
- Национальная эпопея 1909
- На солнце и под луной 1918.
- День 1919
- Ли Бо и др.стихи (Li-Po y otros poemas)1920
- Ярмарка. 1928.
- Избранное 1943

## На русском языке
- Поэты Мексики. Пер. с исп. Ред. коллегия: Е.Винокуров и др. Сост., предисл. и коммент. И Чежеговой. Худ. В. Суриков. М.: «Худож. лит.», 1975.- С.106-112.
- Поэзия магов. Антология. Пер. с исп. Составитель В.Андреев. СПб.: Азбука-классика. 2003. — С. 65-75. ISBN 5-352-00423-6